# Широке (Багратіоновський район)
Широке (рос. Широкое) — селище Багратіоновського району, Калінінградської області Росії. Входить до складу Долгоруковського сільського поселення.
Населення — 37 осіб (2015 рік).